# Achillea chrysocoma
Achillea chrysocoma là một loài thực vật có hoa trong họ Cúc. Loài này được Friv. mô tả khoa học đầu tiên năm 1835.